# ذيتارة (المضاربة والعارة)

تعديل مصدري - تعديل

ذيتارة هي إحدى قرى عزلة المضاربة بمديرية المضاربة والعارة التابعة لمحافظة لحج، بلغ تعداد سكانها 51 نسمة حسب تعداد اليمن لعام 2004.